# Strangers of the Night
Strangers of the Night è un film muto del 1923 prodotto e diretto da Fred Niblo. La sceneggiatura si basa su Captain Applejack; an Arabian Night's Adventure, in Three Acts di Walter Hackett, andata in scena a New York il 30 dicembre 1921.
Prodotto dalla Louis B. Mayer Productions e distribuito dalla Metro Pictures Corporation, il film aveva come interpreti Matt Moore, Enid Bennett, Barbara La Marr, Robert McKim.

## Trama

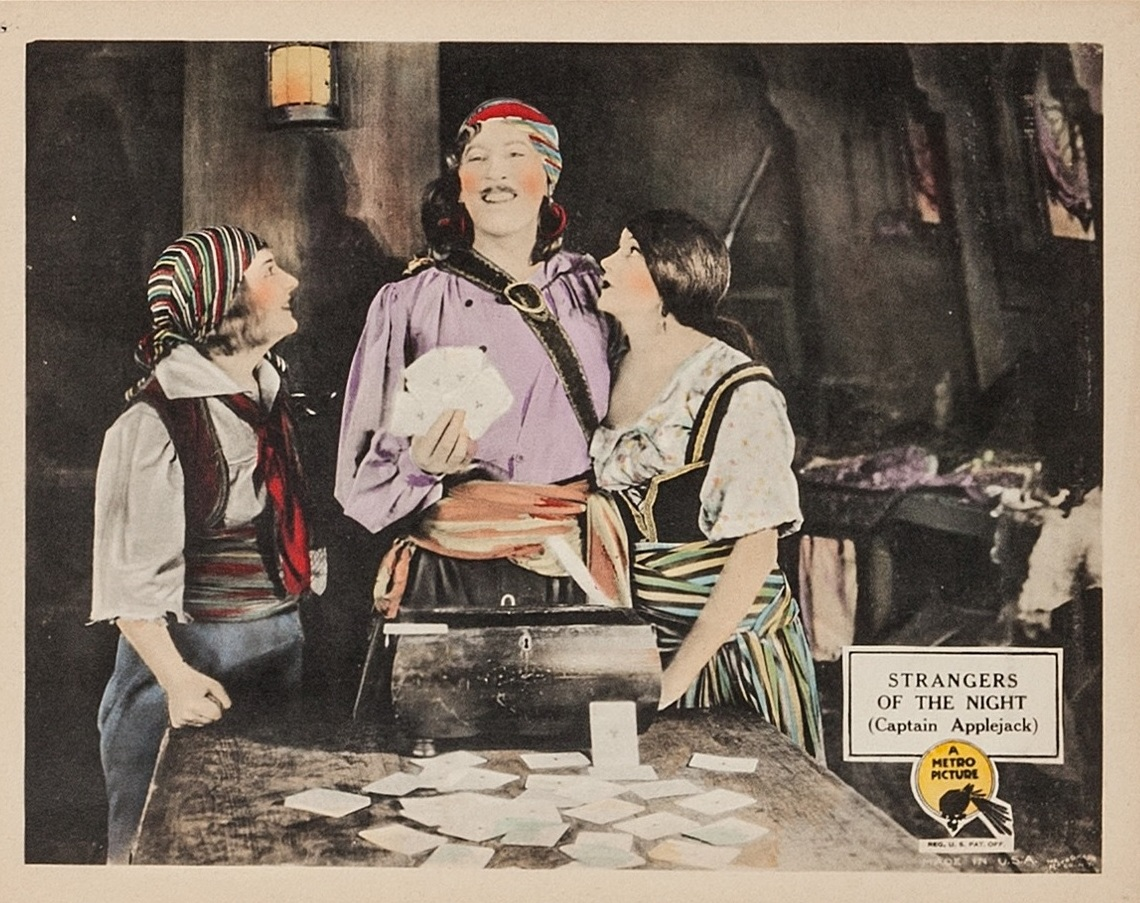
Enid Bennett, Matt Moore, Barbara La Marr

Ambrose Applejohn, tipico gentiluomo di campagna inglese, vive troppo tranquillamente ma sogna l'avventura. Questa arriva il giorno che alcuni ladri vengono nella sua tenuta per rubare il tesoro che un suo antenato, il pirata Applejack, vi aveva nascosto, Ambrose si addormenta sognando le conquiste del capitano. Quelle storie avventurose instillano in lui il coraggio per affrontare i banditi. Quando si sveglia, si assicura lui il bottino e porta a compimento il suo romanzo d'amore con Poppy Faire, la pupilla di sua zia.

## Produzione
Il film fu prodotto dalla Louis B. Mayer Productions con il titolo di lavorazione Captain Applejack.

## Distribuzione
Il copyright del film, richiesto dalla Louis B. Mayer Productions, fu registrato il 5 settembre 1923 con il numero LP19402.
Distribuito dalla Metro Pictures Corporation e presentato da Louis B. Mayer, il film uscì nelle sale statunitensi il 10 settembre 1923. La Jury Metro-Goldwyn lo distribuì nel Regno Unito il 21 gennaio 1924, mentre in Francia il film fu distribuito dalla Société des Etablissements L. Gaumont con il titolo Les étrangers de la nuit. In Danimarca, il film uscì l'8 dicembre 1924 con il titolo Sørøver for én nat, in Portogallo il 15 marzo 1926 come Loucuras de uma Noite.
Non si conoscono copie ancora esistenti della pellicola che viene considerata presumibilmente perduta.